# ステパーン・バンデーラ

サイン

ステパーン・アンドリーヨヴィチ・バンデーラ（ウクライナ語: Степа́н Андрі́йович Банде́ра, 1909年1月1日 ‐ 1959年10月15日）は、ウクライナの政治家、ウクライナ民族解放運動の指導者である。

## 生涯
アンドリーイ・バンデーラ神父の子として、オーストリア・ハンガリー帝国のガリツィア地方に属していたスタルィーイ・ウフルィーニウ村（現在は、ウクライナのイヴァーノ＝フランキーウシク州に属する）で生まれた。
1928年にウクライナ軍事組織(UVO)の一員となり、1929年にウクライナ民族主義者組織（OUN）に入党した。1931年にOUNの西ウクライナ支部の幹部に入り、1932年に同部の副幹事長に選ばれ、1933年に幹事長となった。ポーランド政府が西ウクライナで行った同化政策とウクライナ人の弾圧への対抗を唱えた。
1935年にポーランドの警察により、前年6月15日のブロニスワフ・ピエラツキ(Bronisław Pieracki)内務大臣暗殺事件に関与した容疑で逮捕され、1936年にワルシャワ裁判とリヴィウ裁判において死刑判決を受けたが、終身刑に減刑された。1936年から1939年にかけてワルシャワの刑務所「聖十字架」に収容されていた。

### 第二次世界大戦
第二次世界大戦がきっかけで、1939年にポーランド第二共和国が滅亡すると、ドイツ軍によって解放され、OUNの幹部に戻ってOUNの中でのリーダーとなった。1941年4月に第2ウクライナ民族主義者組織大会においてOUNの総裁に選ばれ、当初は「敵の敵は味方」論からウクライナを管轄下に置いていたソ連からの解放軍と認識し、独ソ戦争直前はドイツ側を支持した。バンデラはウクライナ国家再生宣言を執筆し、宣言は1941年6月30日にドイツ軍に占領されたリヴィウでヤロスラフ・ステツコによって読み上げられた。しかしドイツはこの宣言を認めず、バンデラは7月5日にドイツ占領当局によって軟禁された後にザクセンハウゼン強制収容所に送られた。その出来事によってウクライナにおける対ソ対独双方と戦う象徴となった。1944年9月のベルリンの獄中でバンデーラは反ソ連武力闘争の指導を提案されたが、ナチス・ドイツとの協力を拒否した。

### ソ連によるウクライナ再支配後
連合軍によってウクライナはドイツ支配下からは解放されたが、ソ連に再占領されたためにウクライナへ戻れず、ドイツ南部へ移住した。1952年にOUNの幹部を離れたが、西ウクライナでソ連軍に抵抗を続けていたウクライナ蜂起軍の司令部と連携をとった。1956年から1959年にかけて海外のOUNの活動を管理した。1959年10月15日に西ドイツのミュンヘンでソ連のKGBスパイ、ボグダン・スタシンスキーによって暗殺された。彼の墓はドイツのミュンヘンにある。
バンデラは殉教したが、現在はウクライナの一部で国民的英雄、より正確には半国民的英雄となっている。

## 評価
ウクライナ民族主義運動のリーダーであり、その生涯をウクライナ独立に捧げたバンデーラは、ドイツがウクライナ独立を支持してくれるとの期待から独ソ戦でドイツ側を支持したが、1941年6月30日にバンデラはウクライナ国家再生宣言したことで逮捕・強制収容所送りにされて以降はナチスとソ連の両方から迫害されることになる。
1991年のソビエト連邦の崩壊より前は、ソ連からのウクライナ独立を主張した反ソの人物であったことで、ソ連は「公式史観」として「ファシスト」「ソ連の最悪の敵」として扱い、ソ連の構成国家となっていたウクライナ・ソビエト社会主義共和国の歴史教育でもこのように教えていた。ソ連崩壊後のロシア連邦でもステパン・バンデラを「ヒトラーの右腕」とイメージづけようとしたが、実際はバンデラはヒトラーに会ったこともなく、実際にドイツ占領下ウクライナで独立宣言した1941年6月30日以降は両国から迫害されている。
ソ連下のウクライナ・ソビエト社会主義共和国では反ソ活動・ウクライナ独立運動の主導的立場であったため、悪者扱いをされていたバンデーラが英雄視されるようになるのは、ソ連崩壊によるウクライナ共和国として独立後して、反ソ言動が罪に問われなくなってからである。1940年のモロトフ・リッペンドロップ協定における秘密議定書によって、ソ連構成国として強制的に併合されたバルト三国と同じく、ソ連ら独立した旧ソ連構成国・東欧ではソ連統治に置かれる以前・以降の自国民の反ソ活動への再評価が始まる。独立後のウクライナでは特に、反ロシア政権下で活性化された。
2004年のオレンジ革命を経てウクライナ大統領に就任した反露派のヴィクトル・ユシチェンコは、2010年、バンデーラに「ウクライナ英雄」の称号を授与した。しかし、国内外のユダヤ系の人々からの反発を受け、裁判所は彼が亡命したためウクライナ市民ではないという判決理由により、バンデーラの英雄称号に関する大統領布告を無効とした。

マイダン革命以後
マイダン革命と呼ばれる2014年ウクライナ騒乱により親露派のヴィクトル・ヤヌコーヴィチ大統領が失脚し、2014年ウクライナ大統領選挙で反露派のペトロ・ポロシェンコ大統領が当選した。就任したポロシェンコ政権はソ連・ロシアの「残滓」を除去する政策を数多く打ち出した。これに伴い、バンデーラやウクライナ民族主義者組織、ウクライナ蜂起軍についても「ウクライナ独立のために戦っていた英雄たち」として讃えられるようになり、ウクライナの法律でも同様に定められた。
2016年、ウクライナの首都であるキエフの「モスクワ通り」は、キエフ市議会の決議により、バンデーラを顕彰して「ステパーン・バンデーラ通り」に改名された。しかしこれらの動きは、バンデーラを反ソ連・ウクライナ民族主義者とみなしているロシアを刺激し、ウクライナ危機の要因の1つになったとする意見もある。
2022年1月1日、ウクライナの20の地域でステパン・バンデーラの生誕113周年を祝う56の関連大型行事が開催された。参加者は計3,500人で警察と国家親衛隊が各行事の警備にあたり、いずれも騒動なく開催された。このパレードは、2009年頃に定着したものである。
同2022年2月末からのロシアのウクライナ侵攻においては、市民らが作った火炎瓶を「バンデーラ・スムージー」と呼ぶ者もいた。
2014年 ロシアによるウクライナへの介入

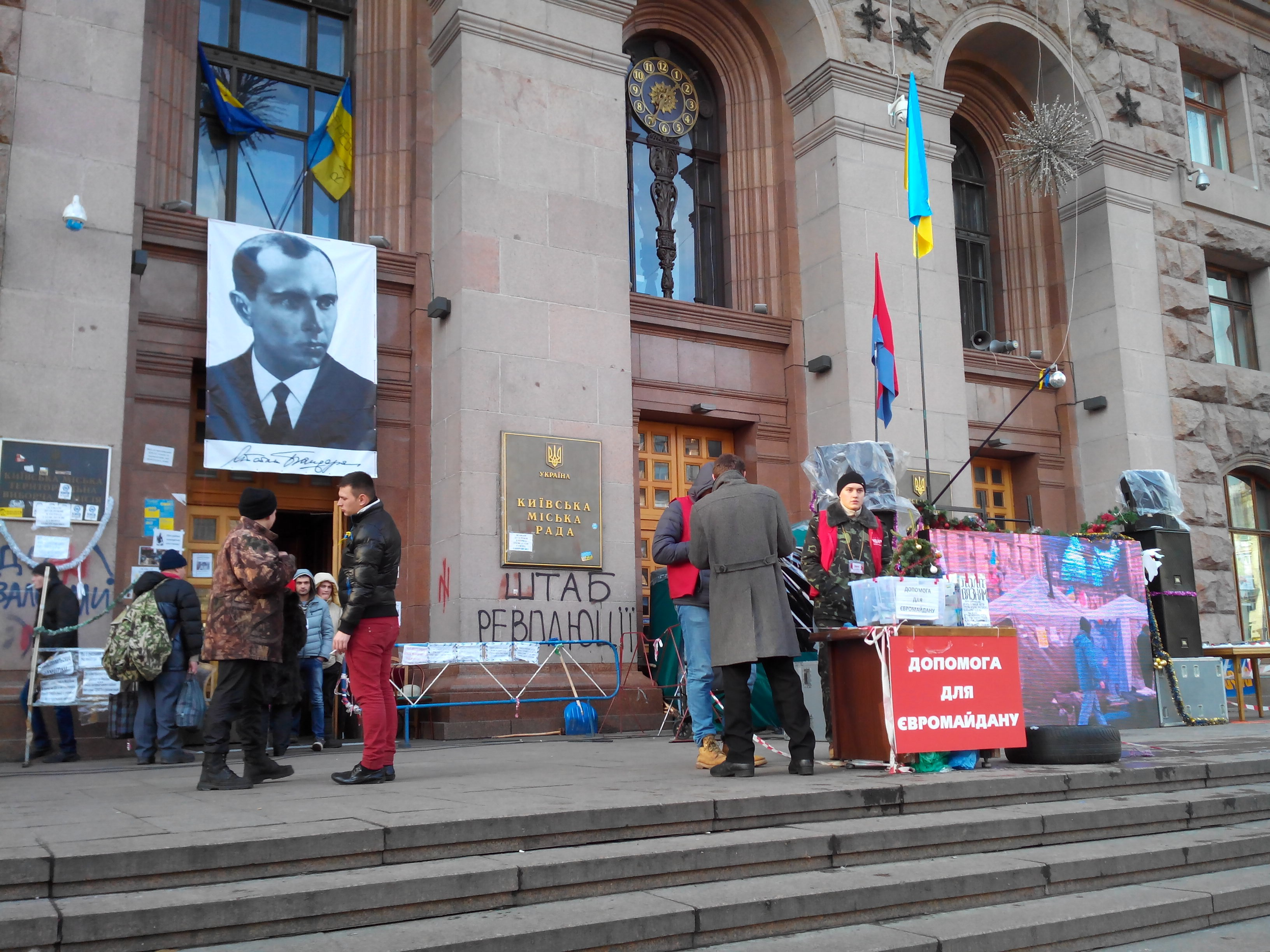
2014年1月、キエフのユーロマイダン本部。正面玄関にはバンデーラの肖像画がある。

2014年のクリミア危機とウクライナでの動乱の中、親ロシア派のウクライナ人、ロシア人（在ロシア）、一部の西側作家は、彼らの行動を正当化するために、ユーロマイダンの抗議者と親ウクライナ統一支持者に対するバンデラの悪い影響に言及している 。ロシアのメディアはロシアの行動を正当化するためにこれを用いていた。プーチンは「第二次世界大戦中のヒトラーの共犯者であるバンデラの思想的継承者である新しいウクライナの指導者から彼らを救っている」と宣言してクリミア併合を歓迎していた。親露活動家は「キエフの人々はバンデラを信奉するナチスの協力者である」と主張している。ロシアに住むウクライナ人は、バンデラが人気のないウクライナの地域出身であっても、「Banderites」のレッテルを貼られることを訴えた。 バンデラを崇拝するグループはユーロマイダン抗議行動に参加したが少数派だった。

### 肯定的評価
元産経新聞モスクワ支局長の佐々木正明は、「ソ連による占領への抵抗から「敵の敵は味方」として、ナチスと協力した時期があるものの、近年のウクライナでは、独立のためにソ連と戦ったバンデラの名誉回復がなされた。」と主張している。
米ブルッキングス研究所のクリフォード・G・ガディとフィオナ・フィルは、「バンデラの指導するウクライナ民族主義者組織 (OUN) がドイツと協力関係にあったという史実を利用して、プーチンは、ステパン・バンデラをヒトラーの右腕とイメージづけようとしたが、実際のところ、バンデラはヒトラーに会ったこともなく、最後にはナチスとソ連の両方から迫害された。さらにプーチンは、ウクライナの新政府がステパン・バンデラの思想の流れを引くものだと印象づけようとした。」と主張している。
元駐ウクライナ大使の黒川祐次は、「プーチン大統領がゼレンスキー政権をネオナチとして批判する根拠はウクライナの民族主義者バンデーラだろうが、バンデーラはナチズムと同じ思想を持っておらず、プーチン氏はバンデーラがナチスと組んだことを宣伝材料として、ありとあらゆることに「ネオナチ」というレッテルを貼ってゼレンスキー政権を攻撃している。」と主張している。
埼玉工業大学で20世紀ドイツを中心とする思想史研究をしている藤崎剛人は、ゼレンスキー政権には全ウクライナ連合「自由」（スヴォボーダ）の参画はなく、当のプーチンもネオナチに関係するドイツのAfD議員など親ロシア右翼の欧米勢力を利用していると主張している。
国際政治学者で日本ウクライナ文化交流協会の政治担当部長でもあるアンドリー・グレンコは、「ソ連崩壊に伴ってウクライナは1991年に独立を果たした当初、ソ連時代の歴史教育の影響での否定的なものから、親ロシア地域が「独立」したことで2019年時点でウクライナの管轄領土におけるバンデーラへの評価・ウクライナ民族主義者組織への評価・ウクライナ蜂起軍への評価はロシア領土とならなかった東部でも肯定的に変遷した。」と主張している。

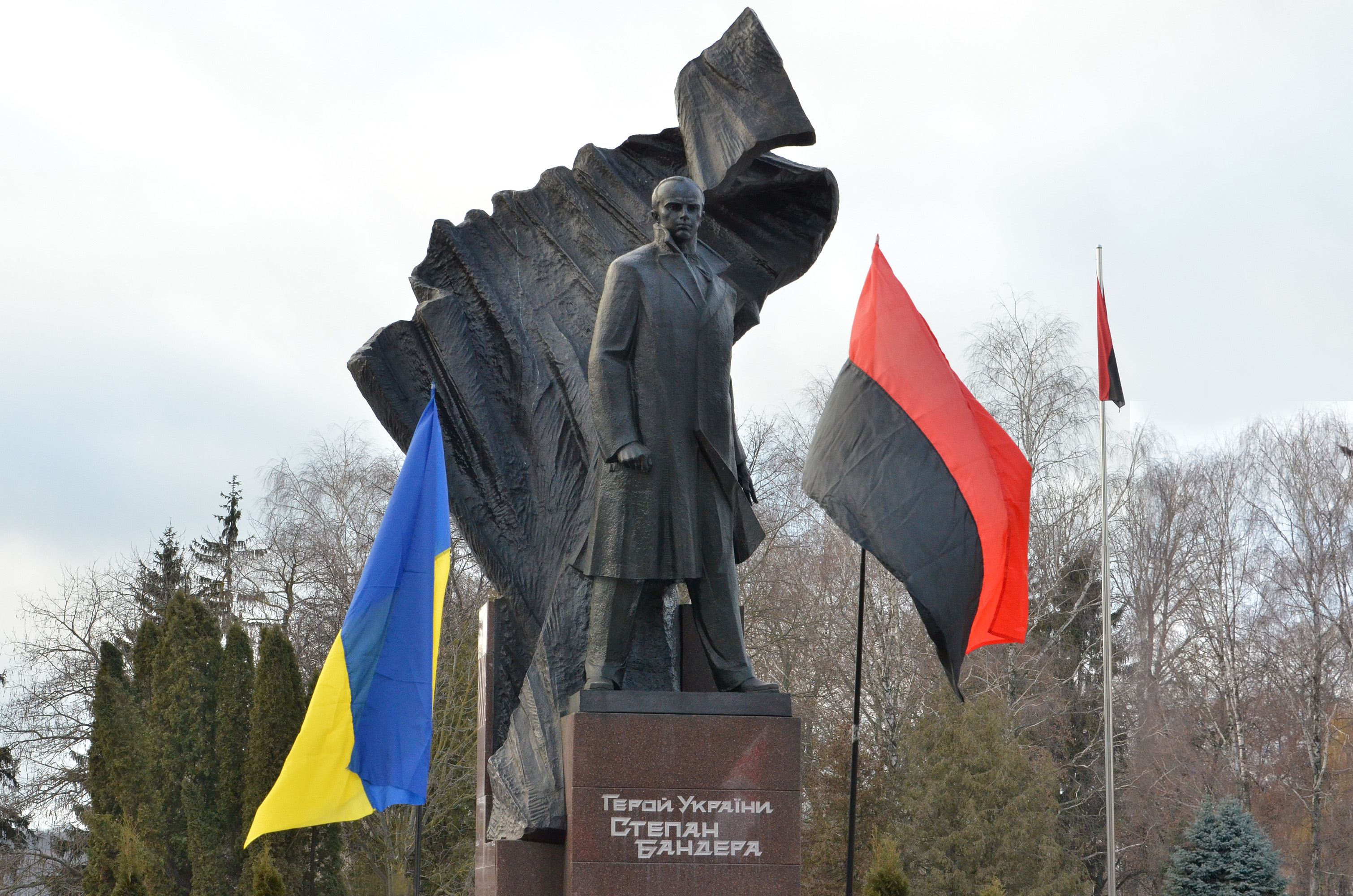
テルノーピリに建立された、バンデーラの銅像
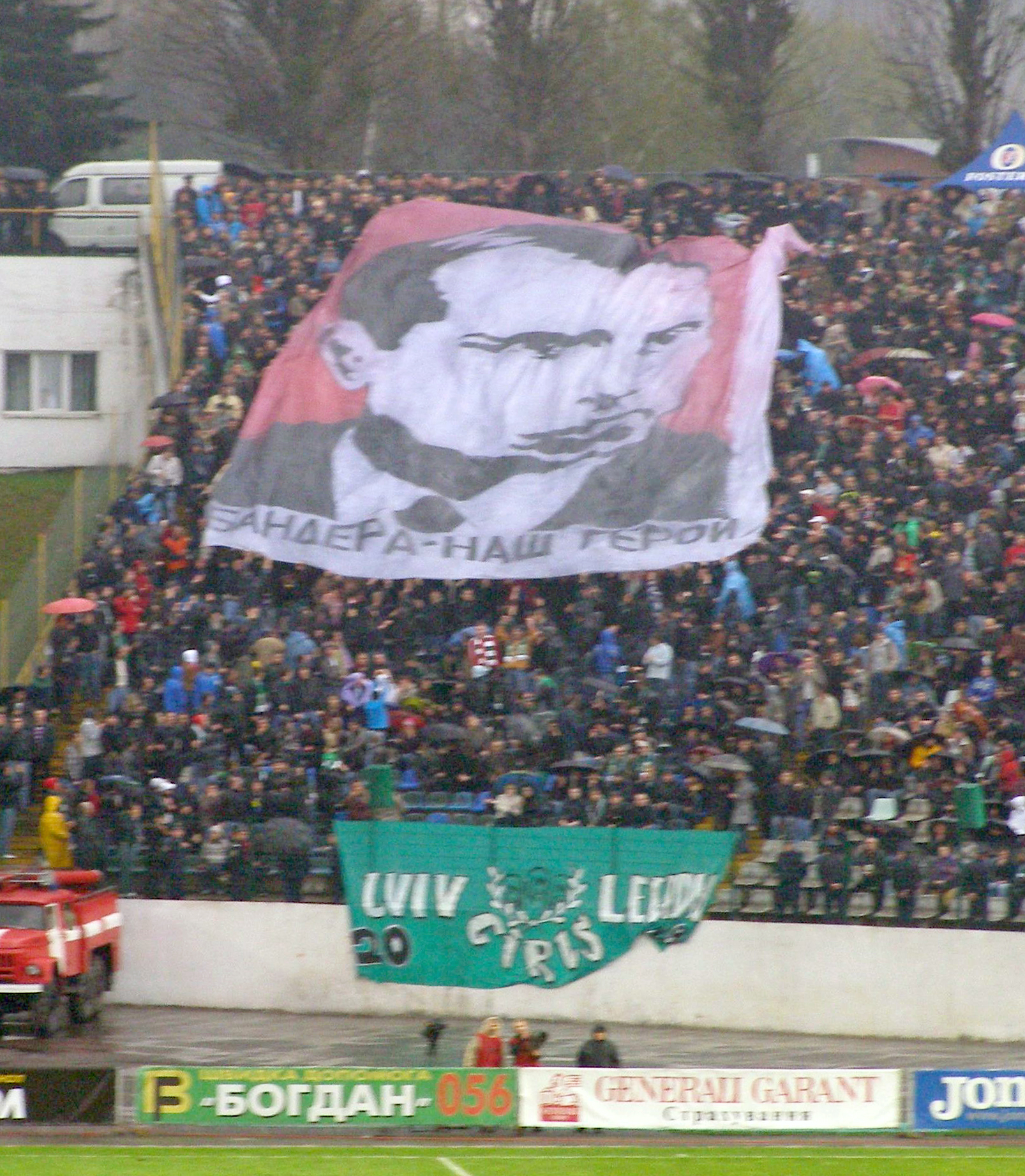
「バンデーラは我々の英雄だ！」。ドネーツィクでのサッカー試合（2010年）

### 否定的評価
ガボール・ラグジによれば、OUNはその前身であるUVOの頃からドイツの諜報機関であるアプヴェーアから資金や武器を提供され活動を支援されており、1927年までに9000ライヒスマルクを受け取ったとされる。
アントン・シェホフツォフによれば、バンデーラの所属したOUNは極右思想を集合させた国粋主義団体として1929年に設立され、ヒトラーの著作を翻訳するなどしてウクライナ固有のファシズムを形成したとされる。
マルコ・カリーニクによれば、OUN創始者のイェウヘン・コノヴァレットはポーランド人、ロシア人、ユダヤ人を国家再生の敵と考え、単一民族国家形成の為に暴力と暗殺を用いたのでポーランド政府から弾圧され、更に先鋭化したとされる。
ロゾリンスキー・リーベによれば、1939年にバンデーラはOUN指導者アンドレイ・アタナソビッチ・メルニクと接触するが、両者の政治観の違いから対立。OUNはメルニク派のOUN-M（OUN-Melnyk）と、バンデーラ派のOUN-B（OUN-Bandera）に分裂しバンデーラはOUN-Bの指導者となるが、OUN-Mと比べてバンデーラ派のOUN-Bはナチスに近く過激な組織だったとされる。
ガブリエル・フィンダーとアレキサンダー・プルシン、及びカレル・バーコフによれば、1941年6月にOUN-Bの宣伝工作を担当したステパーン・レンカブスキーはウクライナのユダヤ人の物理的破壊を提唱し、またOUN-Bでバンデーラの副官だったヤロスラフ・ステツコはユダヤ人とウクライナ人の同化を否定し、ユダヤ人絶滅の為のドイツの手法をウクライナに持ち込む事を支持したとされる。
OUN-Bの指導者バンデラが宣言文を執筆し、ステツコが1941年6月30日にウクライナの独立復帰を宣言すると、ドイツ当局は7月5日にバンデラを、7月12日にステツコをそれぞれ逮捕しベルリンに移送し、軟禁した。
この6月30日の宣言には、ウクライナがアドルフ・ヒトラーの下で国家社会主義大ゲルマン帝国と緊密に協力する事が明記されており、OUN-Bはその後にリヴィウポグロムの虐殺事件を引き起こしたとされている。

元外交官の佐藤優は、反ユダヤ主義のナチス・ドイツと提携しナチス占領下でウクライナ独立を宣言したために逮捕されたバンデーラ自身も反ユダヤ主義者であり、ユダヤ民族虐殺に関与していたと主張している。佐藤は、ウクライナ政府にバンデーラを尊敬する者もいることが「ネオナチ政権から守るため」というプーチン大統領のウクライナ侵攻正当化の論理に利用されたと主張している。
佐藤優によれば、例年バンデーラの誕生日である1月1日には記念行事が行われ、2015年1月1日の夜のキエフで開催されたバンデーラの生誕106年記念行事はロシアとチェコからの反発を呼んだ。佐藤は、反発はウクライナ民族至上主義者と反ユダヤ主義のネオナチが掲げる「たいまつ行進」がナチスを彷彿とさせたからである、としている。また佐藤は、参加者はウクライナの極右ネオナチ政党全ウクライナ連合「自由」（スヴォボーダ）らのバンデーラ主義者であり、これは、ナチスのプロパガンダであった「たいまつ行進」に倣ったもので、ネオナチ思想が喧伝された、と主張している。
euromaidanpressによれば、ウクライナのイスラエル大使館は「ナチスのイデオロギーを支持した人々への賞賛はウクライナのホロコースト犠牲者の記憶を傷つける。私たちは2021年に採択された法律に従って行進中に起こった反ユダヤ主義の兆候の調査を要求する。」として「たいまつ行進」を批判したとされている。
朝日新聞国際報道部の出版した『プーチンの実像　証言で暴く「皇帝」の素顔』によれば、2014年にはバンデーラ自身への意見はウクライナ人からは肯定的な意見が占めるようになっているが、自己をロシア人と考える者が占める東部2共和国民とクリミア半島民からは否定的な意見が占め、更にバンデーラ派と呼ばれるほど強力な肯定派ウクライナ人の中にネオナチが多く占めることが国外における評価を難しくしているとされている。
同2015年5月、ウクライナでは共産主義とナチスの賞賛を禁止する「脱共産主義法」（Закон України «Про засудження комуністичного та націонал-соціалістичного режимів»）が発効した。しかしこの法律にはウクライナ蜂起軍（UPA）は顕彰してもよいなど例外もあり、翌年以降も開催されているバンデーラ生誕記念「たいまつ行進」にはネオナチ勢力であるスヴォボーダの党旗などが掲げられている。

例年1月1日に開催される「たいまつ行進」
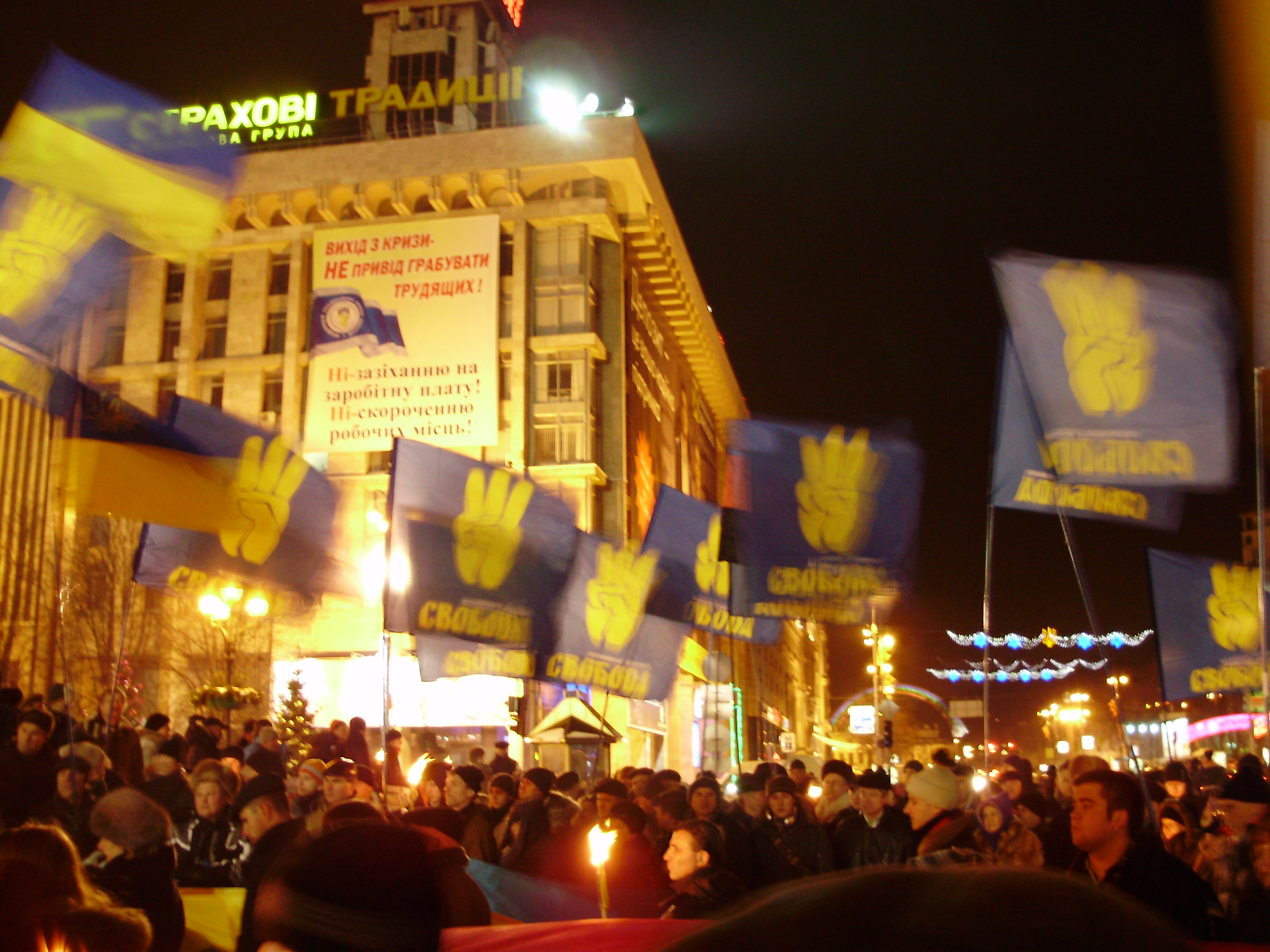
2009年。行進はこの頃に定着した[13]。
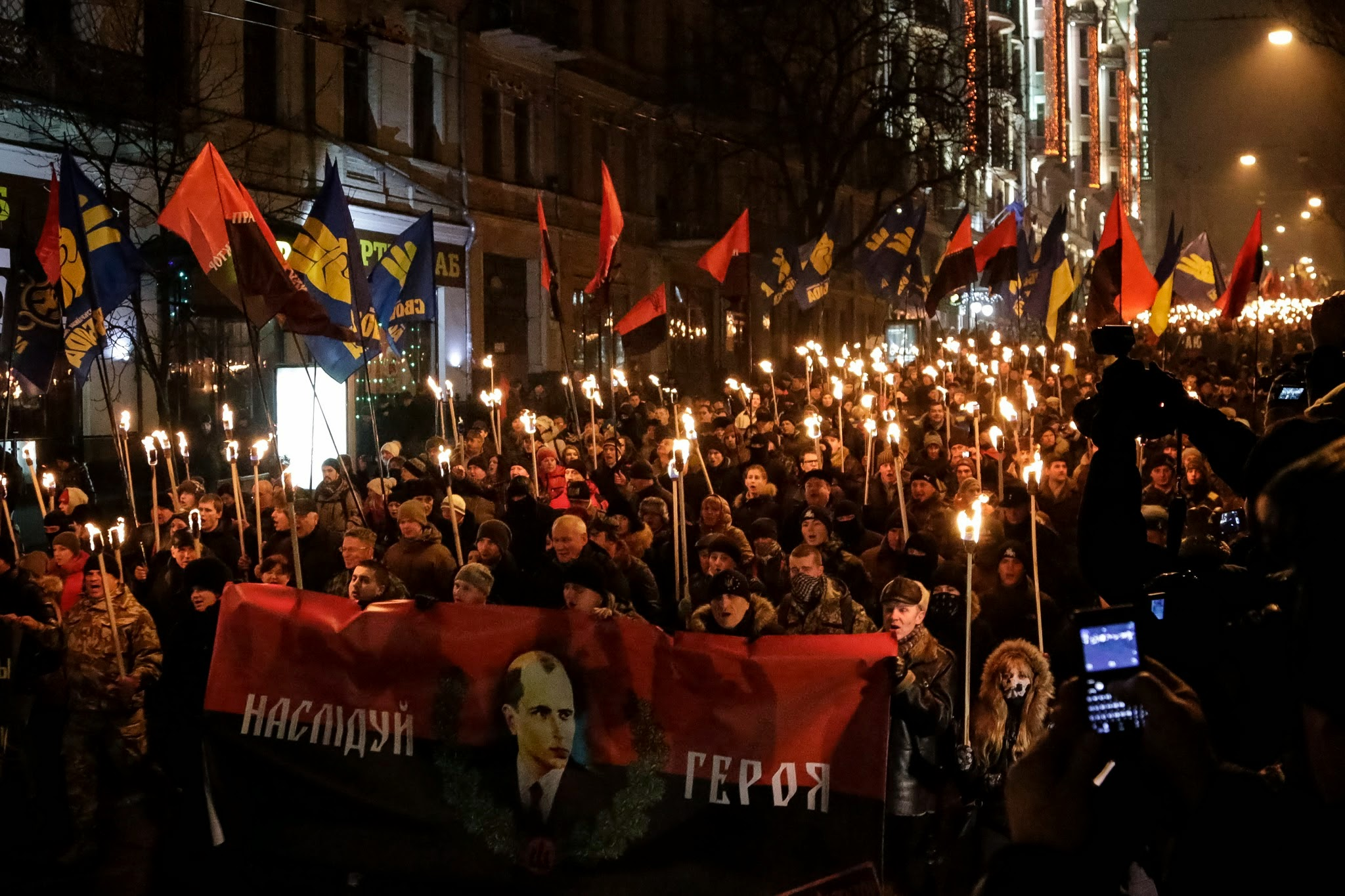
2015年の行進。赤と黒はウクライナ民族主義運動の配色。これは元々ウクライナ蜂起軍（UPA）の軍旗の配色。
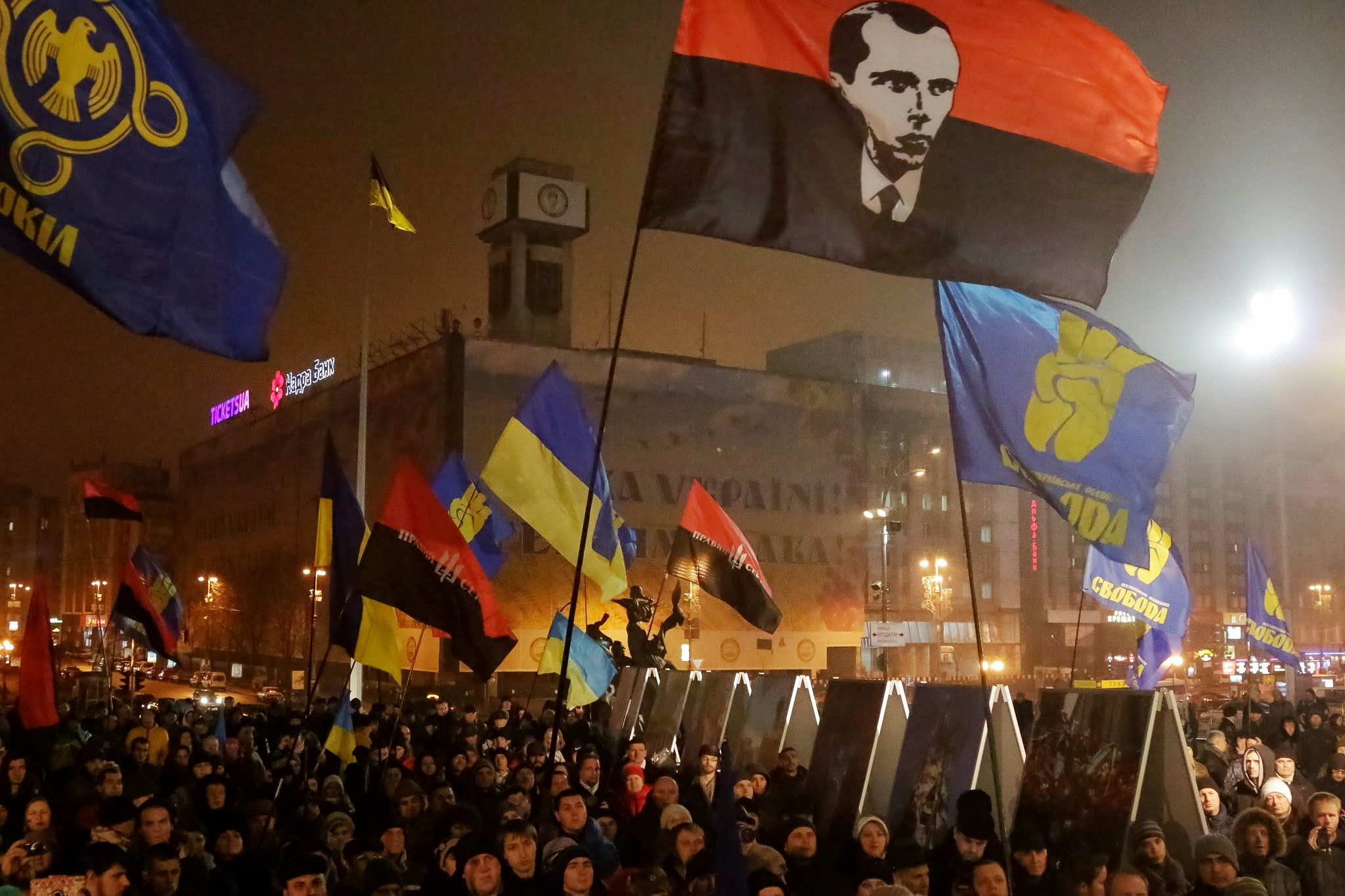
2015年の行進。指を三本立てた青い旗は、極右ネオナチ政党スヴォボーダ党旗。赤と黒の旗には右派セクターのロゴが入っている。
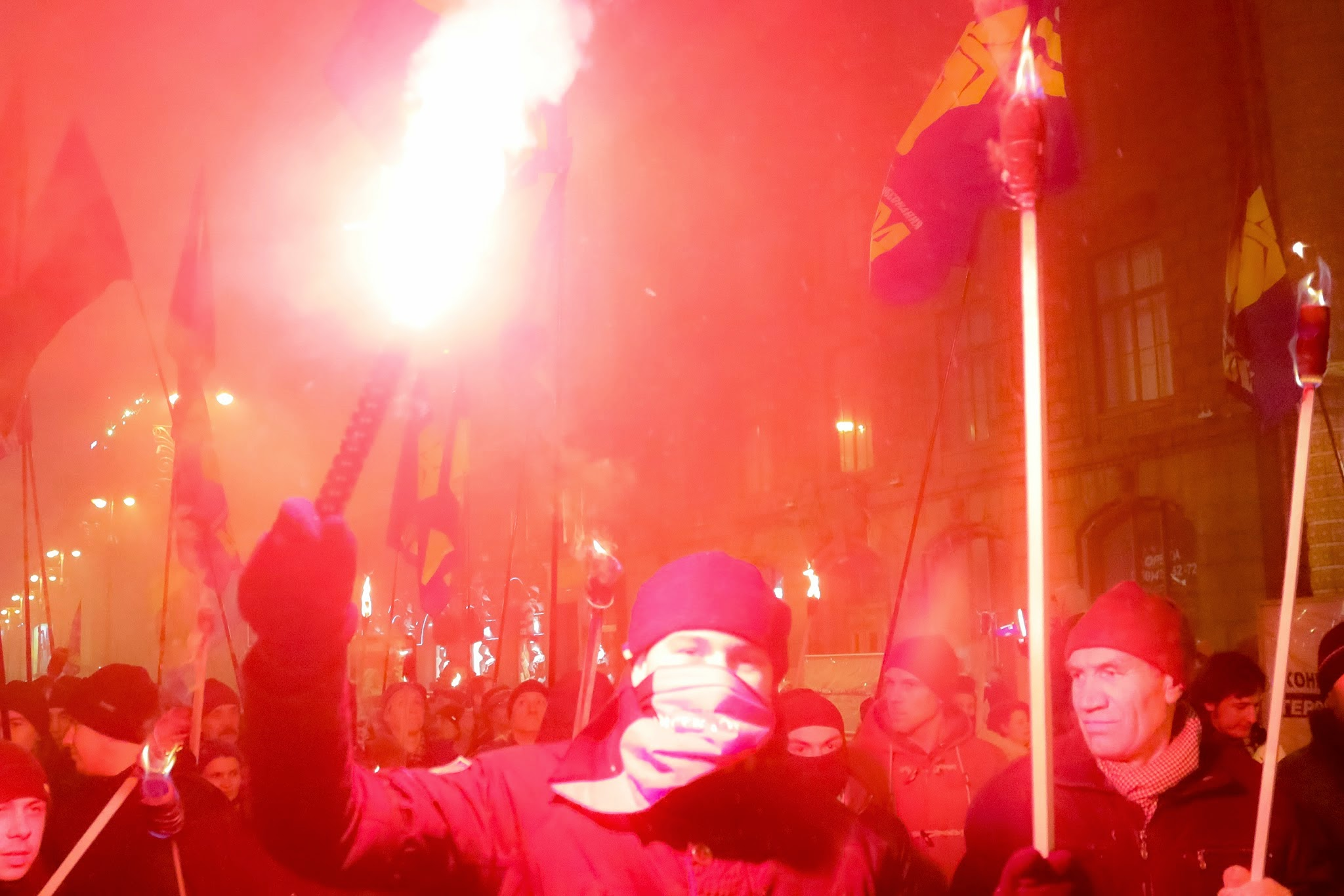
キエフを練り歩く参加者たち。2015年。
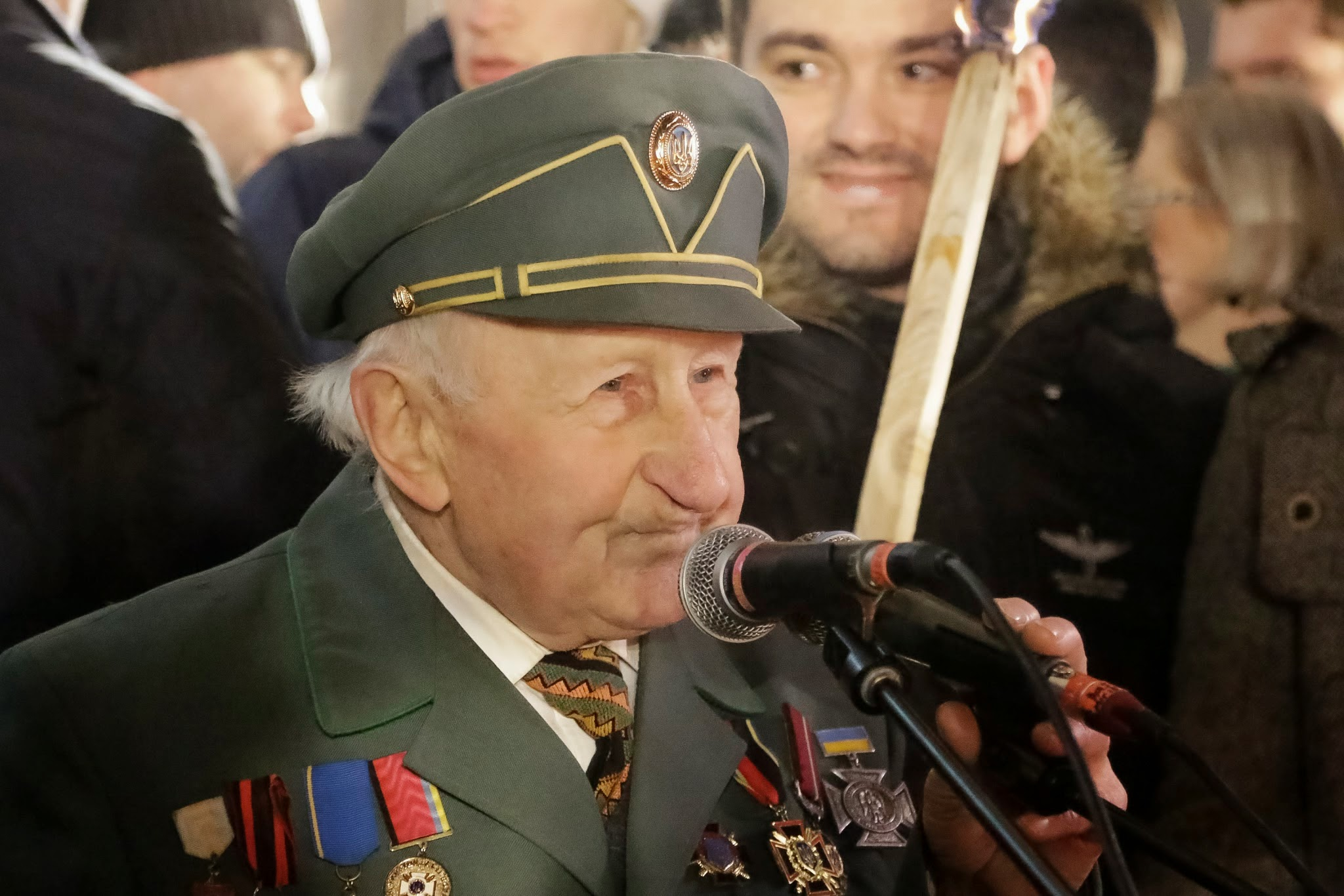
ウクライナ蜂起軍（UPA）の退役軍人。2015年。
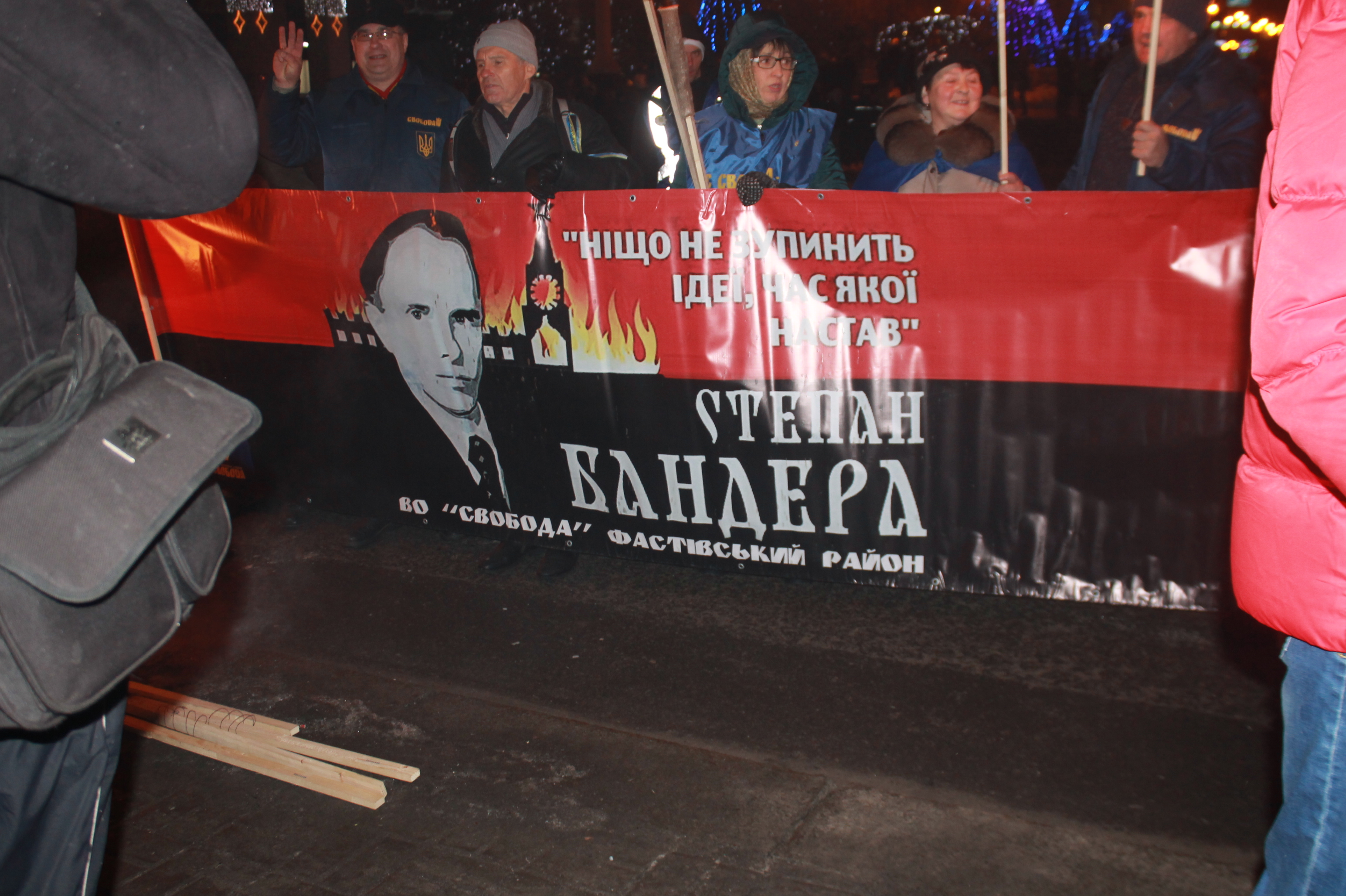
2019年。この年、ユダヤ系ウクライナ人ゼレンスキーが大統領に就任する。
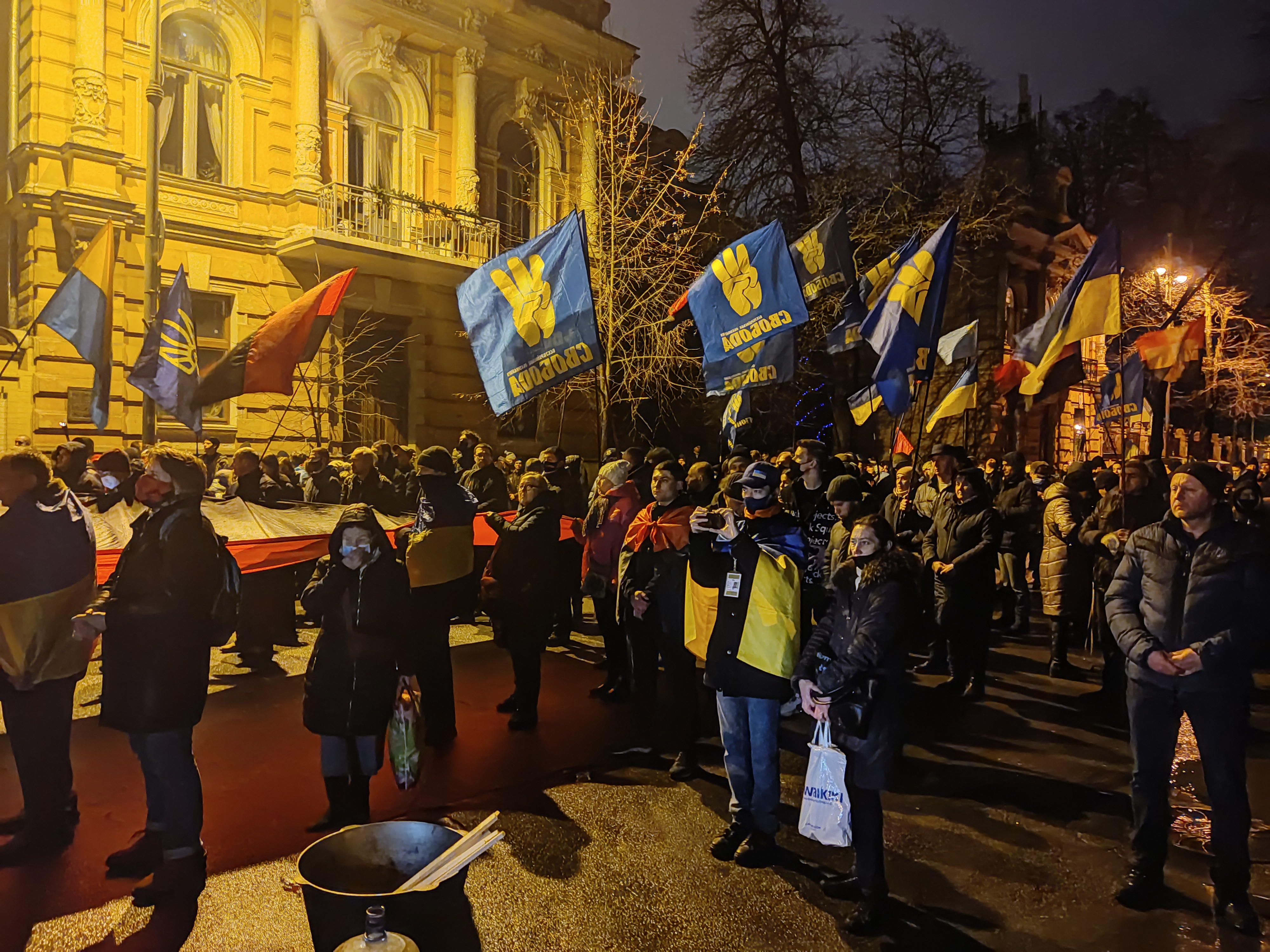
2022年。この年、ウクライナの「非ナチ化」を名分としたロシアのウクライナ侵攻が始まった。
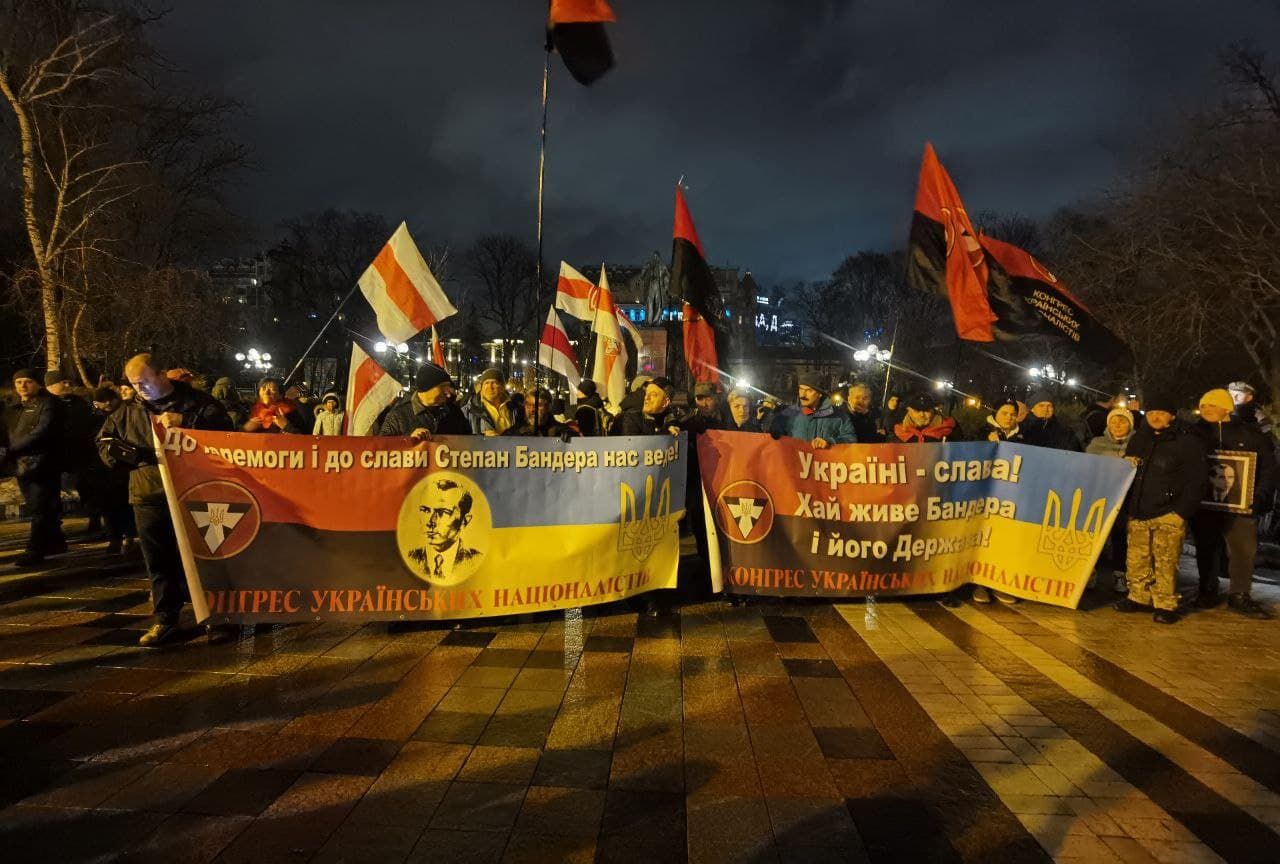
横断幕左右のエンブレムは、ウクライナ民族主義者組織のエンブレム。2022年。